# Лісварта
Лісварта(пол. Liswarta) — річка в Польщі, у Сілезькому, Опольському й Лодзинському воєводствах. Ліва притока Варти (басейн Балтійського моря).

## Опис
Довжина річки 93 км, найкоротша відстань мід витоком і гирлом — 46,38  км, коефіцієнт звивистості річки — 2,01 . Площа басейну 1558  км².

## Розташування
Бере початок біля Бабеніци ґміни Возьники. Спочатку тече переважно на північний захід через Боронув, Лісув, Брашчок. Біля Секеровична повертає на північний схід, тече понад містом Кшепіце, через Данкув і далі до Тжебця. Там повертає на північний захід і у Куле впадає у річку Варту, праву притоку Одри.
Притоки: Ломниця (ліва), Біла Окша, Коцинка (праві).